# Weiherbach (Muckbach)
Der Weiherbach ist ein Bach im Main-Tauber-Kreis im Norden von Baden-Württemberg, der bei Dittwar von links in den Muckbach mündet. Er entspringt dem Dittwarer Weiher, dessen Quelle im Ort liegt. Im Ortsdialekt wird der Weiher auch „Wäid/Wejd/Weed“ genannt. Dies steht umgangssprachlich für eine Tränke bzw. eine breite Wasserstelle.

## Geographie

### Verlauf
Der Weiherbach ist der Abfluss eines Kleinweihers mit eigener Quelle nahe der Heckfelder Straße am Ostrand von Dittwar. Direkt nach dem Weiher unterquert der Weiherbach zunächst einen Wirtschaftsweg. Er mündet nach etwa 0,2 km von links in den Muckbach. Vor seiner Mündung tritt er in eine kurze Verdolung ein und unterquert einen Wirtschaftsweg sowie die L 578, die vom Bahnhof Dittwar über Dittwar in Richtung Heckfeld führt. Der Weiherbach entwässert eine ca. 0,1 km² große Teilfläche.

Weiher und Weiherbach (2017)
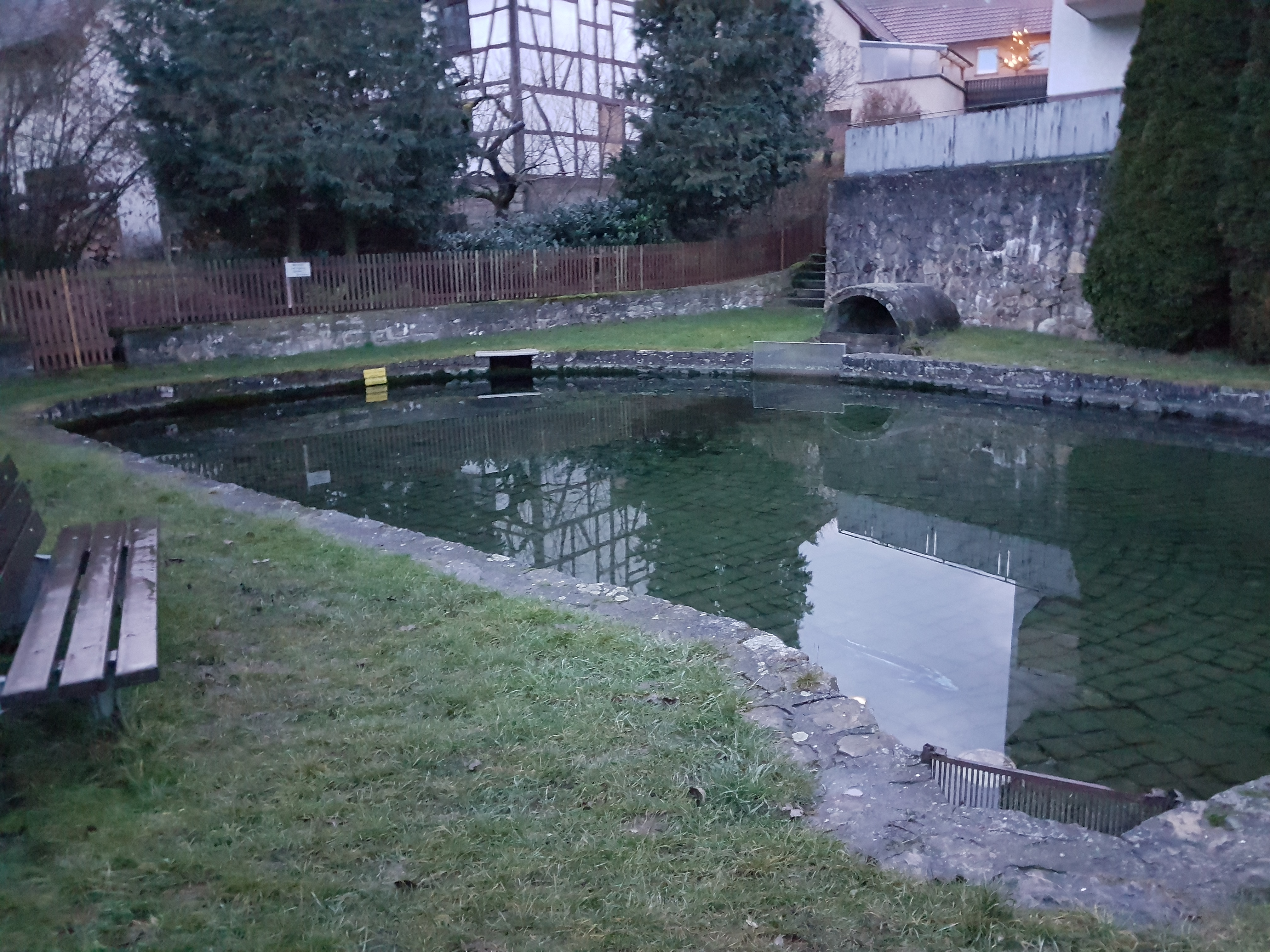
Der Weiher mit überdachter Quelle im Hintergrund und Abfluss im Vordergrund
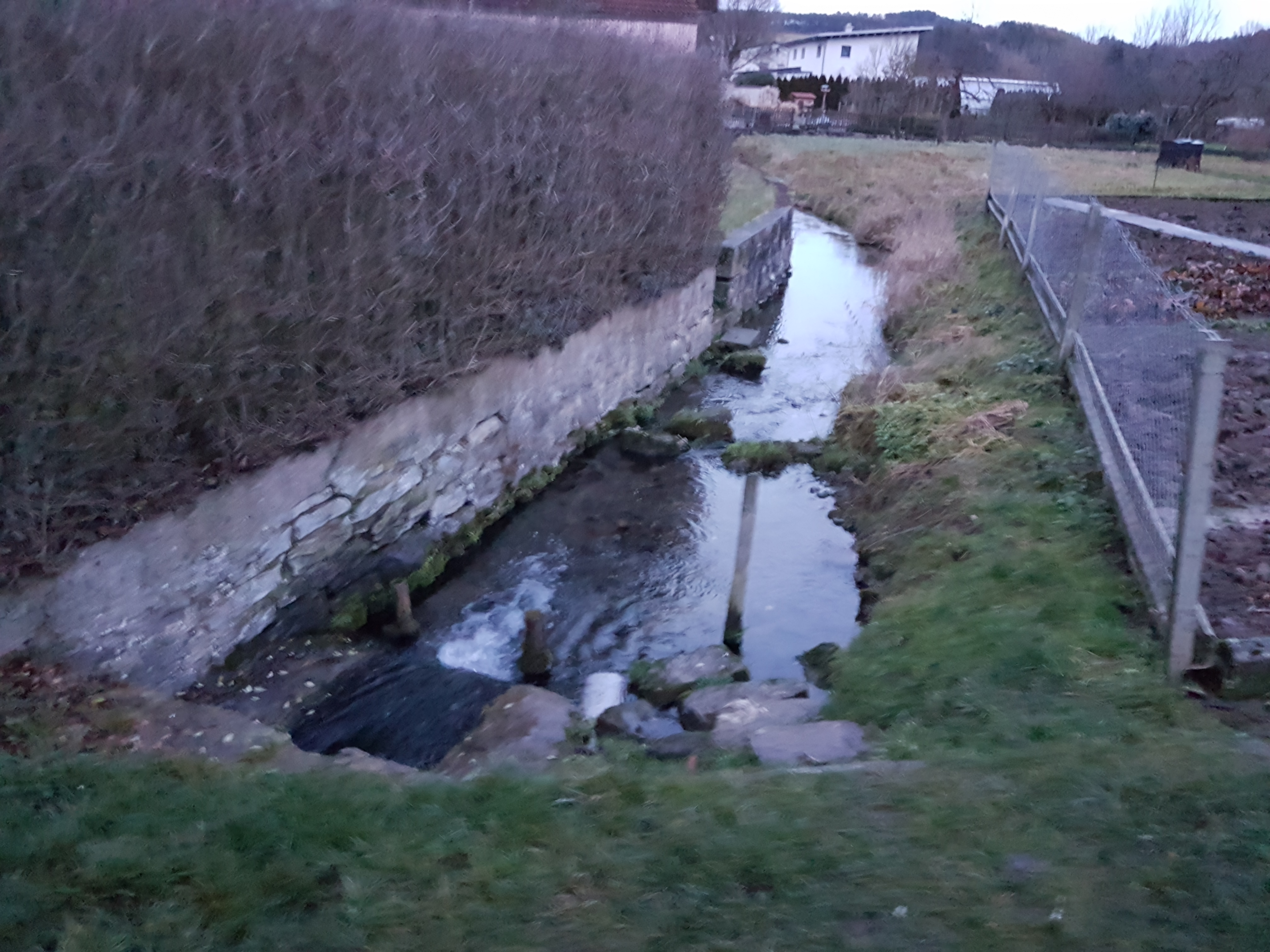
Beginn des Weiherbachs

### Flusssystem Brehmbach
- Liste der Fließgewässer im Flusssystem Brehmbach